# Legenden om den gröne riddaren
Legenden om den gröne riddaren är en brittisk film från 1984 i regi av Stephen Weeks. 

## Rollista (urval)
- Miles O'Keeffe - Sir Gawain
- Cyrielle Clair - Linet
- Leigh Lawson - Humphrey
- Sean Connery - den gröne riddaren
- Trevor Howard - Kung Artur
- Peter Cushing - Seneschal - Gaspar
- Ronald Lacey - Oswald
- Lila Kedrova - Lady of Lyonesse
- John Rhys-Davies - Baron Fortinbras
- Wilfrid Brambell - Porter
- Bruce Lidington - Sir Bertilak
- Douglas Wilmer - den svarta riddaren
- Brian Coburn - Broder Vosper
- David Rappaport - Sage
- Emma Sutton - Morgan La Fay